# Sociedade Brasileira de Ferromodelismo
A Sociedade Brasileira de Ferreomodelismo (SBF) é uma associaçao brasileiras que reúne pessoas interessadas e/ou praticantes do ferromodelismo que foi criada em 1960, cuja sede se situa no Modelódromo do Parque do Ibirapuera, onde a SBF finalizou a sua primeira maquete em 1972.